# 愛媛県道48号壬生川丹原線
愛媛県道48号壬生川丹原線（えひめけんどう48ごう にゅうがわたんばらせん）は、愛媛県西条市を通る県道（主要地方道）である。

## 概要

### 路線データ
- 起点：西条市三津屋東（三津屋南交差点、国道196号・愛媛県道148号東予港三津屋線交点）
- 終点：西条市丹原町湯谷口（湯谷口交差点、国道11号交点）

## 歴史
- 1993年（平成5年）5月11日 - 建設省から、県道壬生川丹原線が壬生川丹原線として主要地方道に指定される[1]。

## 路線状況

### 重複区間
- 愛媛県道13号壬生川新居浜野田線（西条市北条 - 西条市三津屋南）

## 地理

### 通過する自治体
- 西条市

### 交差する道路
- 国道196号・愛媛県道148号東予港三津屋線（起点）
- 愛媛県道13号壬生川新居浜野田線（西条市北条）
- 愛媛県道13号壬生川新居浜野田線（西条市三津屋南）
- 今治小松自動車道 東予丹原インターチェンジ
- 愛媛県道144号南川壬生川線（西条市周布）
- 愛媛県道155号今治丹原線（西条市丹原町願連寺）
- 愛媛県道147号石鎚丹原線・愛媛県道151号関屋今井線（西条市丹原町今井）
- 愛媛県道152号寺尾重信線（西条市丹原町来見）
- 国道11号（終点）

### 沿線にある施設など
- 東予図書館
- 西条市役所西部支所
- 西条市役所丹原サービスセンター
- 西条市立東予東中学校
- 愛媛県立東予高等学校
- 愛媛県西条西警察署
- 西条市西消防署
- 西条市立周布小学校
- 愛媛県立丹原高等学校
- 西条市立丹原小学校
- 西条市立丹原東中学校
- 西条市立田野小学校
- 西条市立丹原西中学校
- 西条市立中川小学校